# Anypodetus fasciatus
Anypodetus fasciatus är en tvåvingeart som beskrevs av Hermann 1907. Anypodetus fasciatus ingår i släktet Anypodetus och familjen rovflugor. Inga underarter finns listade i Catalogue of Life.